# Sansan Versicherungen

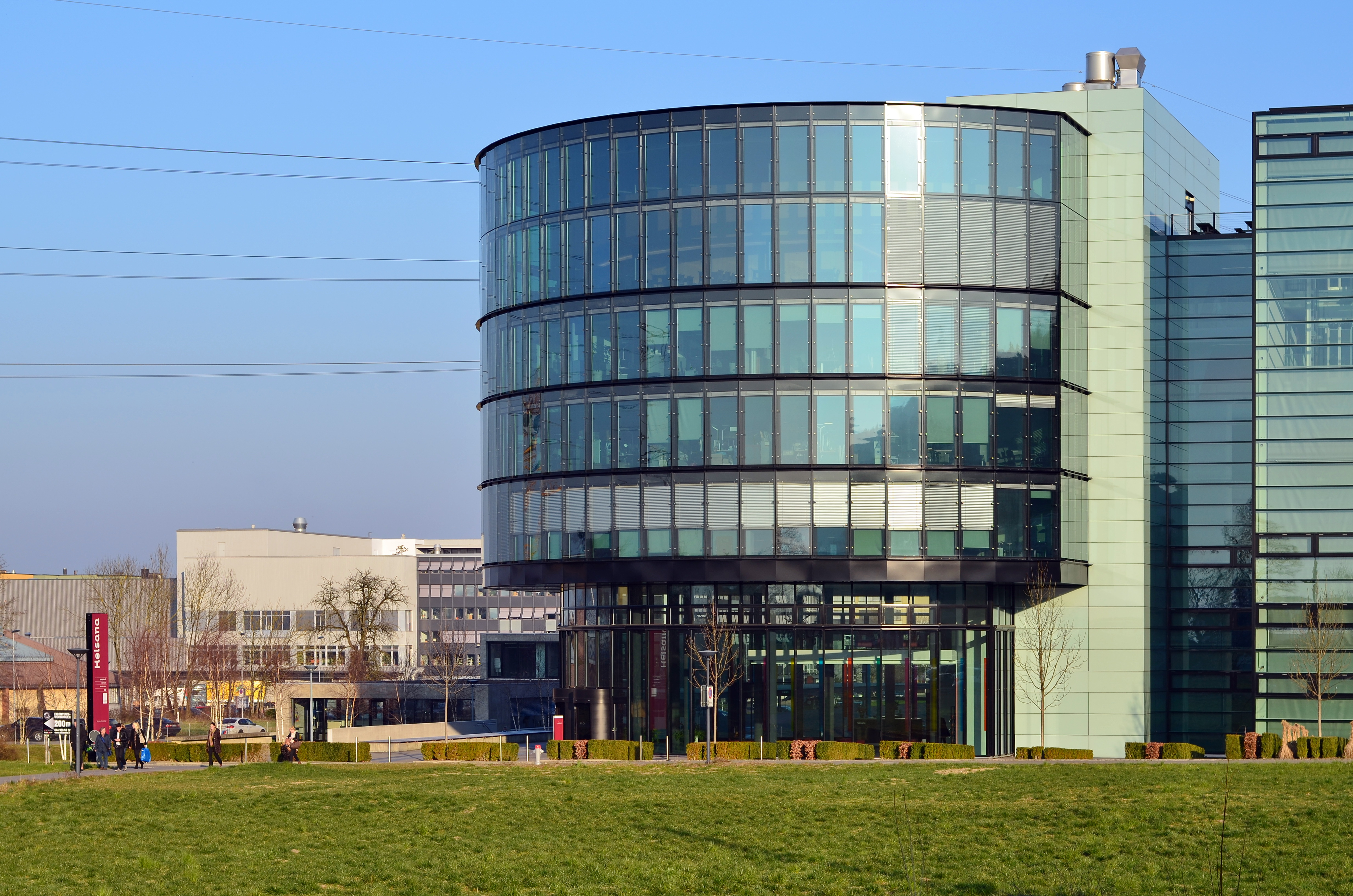
Verwaltungssitz der Helsana-Gruppe in Dübendorf-Stettbach

Logo bis zum 16. Juni 2013

Die Sansan Versicherungen AG mit Sitz in Dübendorf war eine auf Krankenversicherung spezialisierte Schweizer Versicherungsgesellschaft der Helsana-Gruppe.

## Geschichte
Sansan wurde im Jahr 2001 als eigenständig am Markt operierende Tochtergesellschaft der Helsana-Gruppe gegründet. Mit der Markenharmonisierung der Helsana-Gruppe, verlor Sansan am 16. Juni 2013 ihren eigenen Markenauftritt und kommunizierte seitdem unter der Muttergesellschaft Helsana. Sie wurde per 1. Januar 2017 mit der Grundversicherungstochter Progrès Versicherungen zusammengelegt.

## Tätigkeitsgebiet
Das Kerngeschäft der Sansan Versicherungen AG bildet die obligatorische Grundversicherung nach dem Krankenversicherungsgesetz und optionale Zusatzversicherungen für ergänzende Leistungen bei Krankenpflege, Spitalbehandlungen, Langzeitpflege, Zahnbehandlungen sowie Lohnausfall und Kapitalversicherungen.